# Kościół Johanna Hessa we Wrocławiu
Kościół Johanna Hessa – kościół ewangelicki we Wrocławiu, zbudowany w latach 1937–1938. Znajdował się na dzisiejszej ulicy Ostrzeszowskiej. Zniszczony w czasie II wojny światowej, następnie rozebrany.